# Angelique Rockas

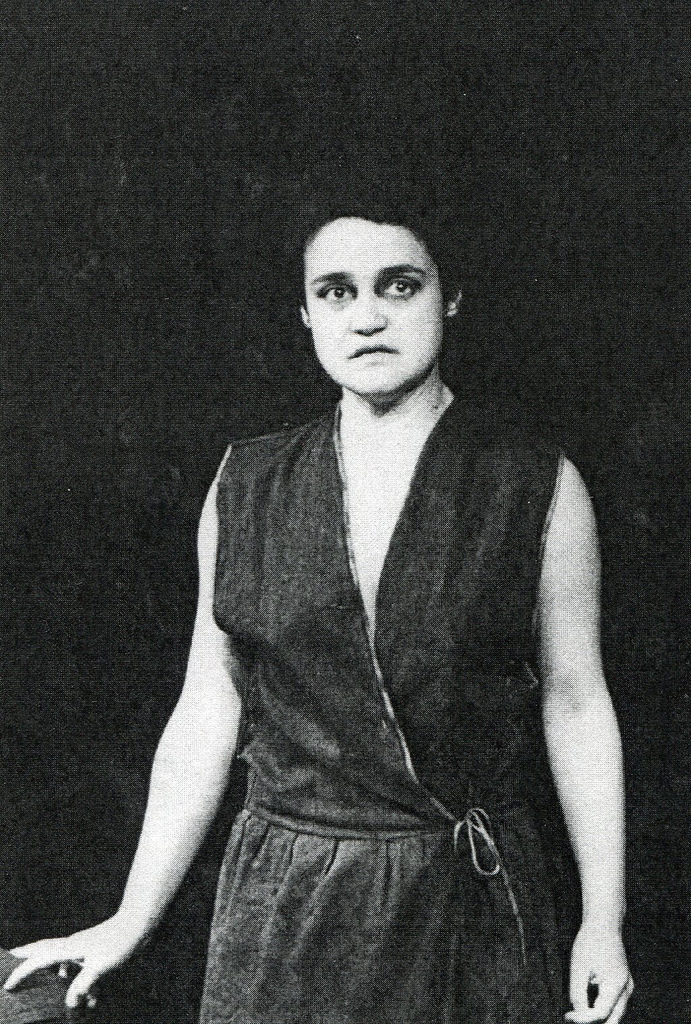
Angelique Rockas jako Emma w El Campo Griselda Gambaro

Angelique Rockas – południowoafrykańska aktorka pochodzenia greckiego urodzona w Boksburgu, znana z ról w Medei

 Video, Pannie Julii oraz roli Emmy w sztuce El Campo autorstwa Griselda Gambaro na deskach londyńskiego teatru.
Rockas jest także praktykiem teatralnym. Jej teatr nosi nazwę Internationalist Theatre.

## Edukacja
Ukończyła z wyróżnieniem literaturę angielską i filozofię na University of Wits w Johannesburgu. Studiowała aktorstwo na Uniwersytecie w Kapsztadzie.

## Film i telewizja
Do tej pory współpracowała z takimi reżyserami jak Peter Hyams (Odległy ląd), Nicolas Roeg (Wiedźmy), Costas Ferris (Oh Babylon) czy Theodoros Maragos (Emmones Idees).

## Pionier wielonarodowych produkcji teatralnych w Londynie w 1980 roku
- Balkon Jean Genet (czerwiec 1981)[13];
- Brytyjska premiera z Obóz Griseldy Gambaro (październik 1981)[14];
- Matka Courage i jej dzieci Bertolta Brechta (marzec 1982)[15];
- Brytyjska premiera Liolà Luigiego Pirandello (lipiec 1982)[16];
- Brytyjska premiera In the Bar of a Tokyo Hotel Tennessee Williamsa (maj 1983)[17];
- Panna Julia (dramat) Augusta Strindberga (styczeń 1994)[18];
- Wrogowie Maksima Gorkiego, z Ann Pennington (marzec 1985)[19].

## Archiwa biblioteki
- Biblioteka Brytyjska
- Brytyjski Instytut Filmowy
- Szkockie Archiwum Teatralne Scottish Theatre Archive
- Bertolt-Brecht-Archiv Akademie der Künste, Informationen zu Angelique Rockas Gründerin der Theatercompagnie Internationalist Theatre